# Ожешкув (Нижньосілезьке воєводство)
Ожешкув (пол. Orzeszków) — село в Польщі, у гміні Вінсько Воловського повіту Нижньосілезького воєводства.
Населення — 438 осіб (2011).

## Демографія
Демографічна структура станом на 31 березня 2011 року:
|          | Загалом | Допрацездатний вік | Працездатний вік | Постпрацездатний вік |
| -------- | ------- | ------------------ | ---------------- | -------------------- |
| Чоловіки | 199     | 35                 | 148              | 16                   |
| Жінки    | 239     | 54                 | 130              | 55                   |
| Разом    | 438     | 89                 | 278              | 71                   |